# 德氏外麗鯛
德氏外麗鯛（学名：Ectodus descampsii）為輻鰭魚綱鱸形目隆頭魚亞目慈鯛科的其中一種，分布於非洲坦干伊喀湖流域，體長可達10.4公分，棲息在沙底質水域，成群活動，屬雜食性，以藻類、浮游生物為食，可作為觀賞魚。